# Баллотирование

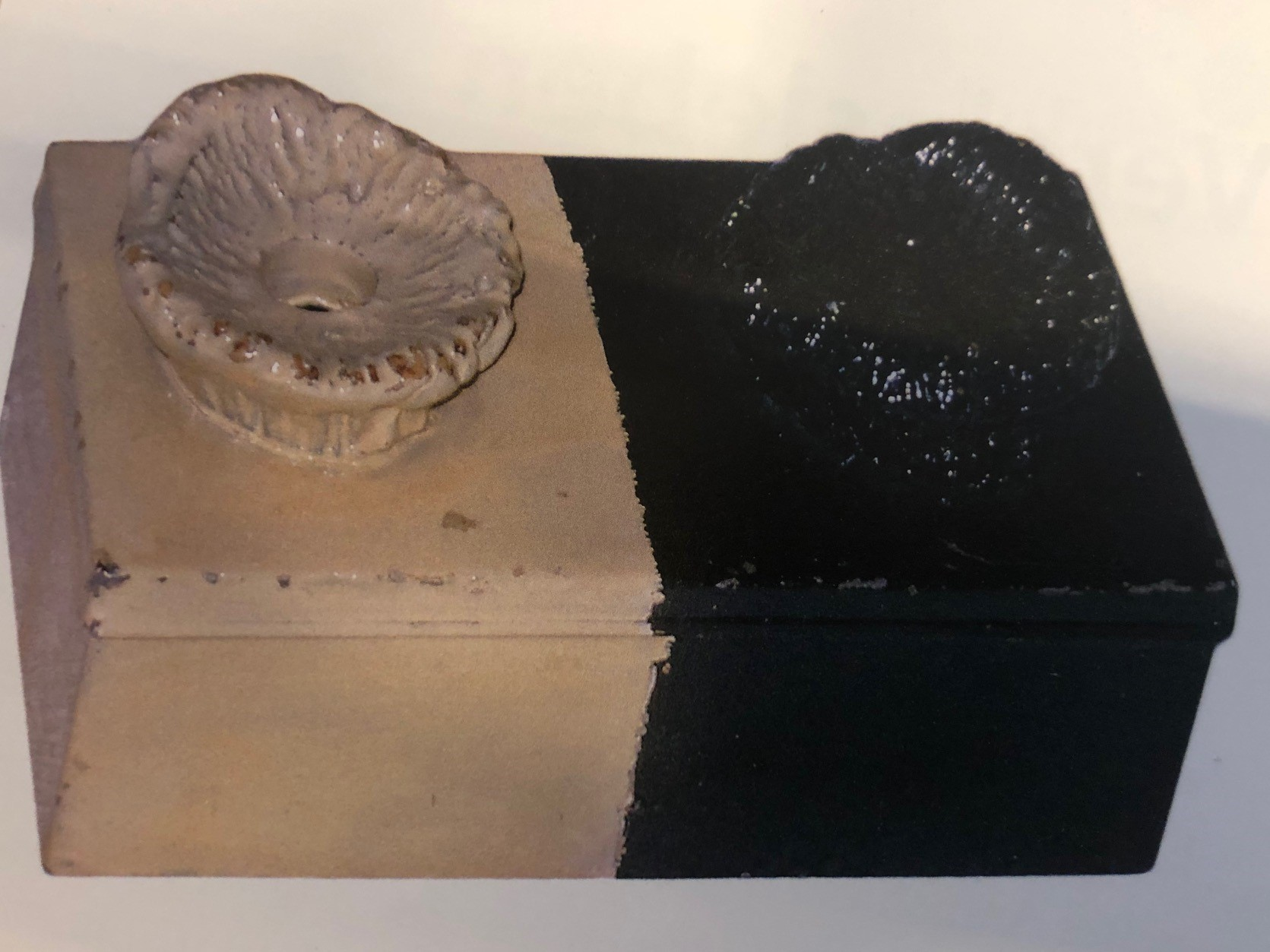
Ящик для баллотировки или баллотирования.

Баллотирова́ние или баллотиро́вка (от фр. ballote «шар»; заимствованное итал. ballotta; также фр. ballotter «избирать по баллам, баллотирова́ть») — способ выборов, закрытая или тайная подача голосов,  при избрании лица на должность. 
Баллотировка или Баллотирование как подача голоса посредством шаров (обыкновенно белых и черных) при избрании лица на должность, является самым надёжным способом сохранения тайны голосования.

## История

### Баллотирование шарами
Такой способ подачи голосов посредством специальных шаров — баллов первоначально вошёл в употребление в Венеции, при выборе дожей.
В XIX веке баллотирование употреблялось при выборах на общественные должности, в члены различных корпораций или обществ и при решении вопросов, не требовавших единогласного утверждения. Проводилась посредством шаров (баллов): в закрытую урну или ящик каждый из имевших право голоса опускал по шару, причём шары были либо белые, означающие положительный ответ, либо чёрные — отрицательный.
В России подача голосов посредством шаров употреблялась по закону при выборе на общественные должности среди дворян, купцов, городских и сельских обывателей; кроме того такой приём закрытого голосования применялся при решении некоторых вопросов в правлениях или общих собраниях различных обществ и корпораций. В российском Своде законов термин «баллотирование» упоминался многократно, подробные правила об этом способе подачи голосов были изложены в статьях 137—167 тома III Свода законов в «Уставе о службе по выборам дворянским».

### Баллотирование записками
Кроме баллотировки посредством шаров существовала ещё и другая, производящаяся путём опускания в выборный ящик закрытых записок с указанием имён кандидатов; таким способом производится, например, избрание римского папы.
Введение такого способа баллотировки при выборах членов английского парламента, взамен издревле существовавшего в Англии порядка открытой подачи голосов составляло задачу целой политической партии, стремившейся подобным путём устранить влияние правительства или богатых классов на избирателей. Цель эта увенчалась успехом в 1872 году, когда посредством закона «Ballot Асt» была введена при выборах закрытая подача голосов посредством записок.

## Оценка метода
Являясь одним из лучших способов подачи голосов, баллотирование представляет, однако, некоторые неудобства при многолюдных собраниях, отнимая много времени и приводя избирателей в сильное движение, способное нарушить тишину и порядок, необходимые при таких собраниях.